# 法務大臣政務官
法務大臣政務官（ほうむだいじんせいむかん、英語: Parliamentary Secretary for Justice）とは、日本の法務省を担当する大臣政務官。

## 概説
中央省庁等改革基本法に基づく中央省庁再編にともない、2001年1月6日に設置された。同日付で第2次森改造内閣（中央省庁再編後）が発足し、参議院議員の大野つや子が任命された。
政務を担当し、法務大臣を助けるとともに、政策や企画に参画する。国家行政組織法に基づき、大臣政務官の中で唯一、定数1名で運用されている。

## 歴代大臣政務官
| 法務大臣政務官 | 法務大臣政務官              | 法務大臣政務官 | 法務大臣政務官 | 法務大臣政務官 | 法務大臣政務官 |
| 内閣           | 内閣                        | 氏名           | 就任日         | 退任日         | 党派           |
| -------------- | --------------------------- | -------------- | -------------- | -------------- | -------------- |
| 第2次森内閣    | 改造内閣 （中央省庁再編後） | 大野つや子     | 2001年1月6日   | 2001年4月26日  | 自由民主党     |
| 第1次小泉内閣  | 第1次小泉内閣               | 中川義雄       | 2001年5月7日   | 2002年1月8日   | 自由民主党     |
| 第1次小泉内閣  | 第1次小泉内閣               | 下村博文       | 2002年1月8日   | 2002年9月30日  | 自由民主党     |
|                | 第1次改造内閣               | 中野清         | 2002年10月4日  | 2003年9月22日  | 自由民主党     |
|                | 第2次改造内閣               | 中野清         | 2003年9月25日  | 2003年11月19日 | 自由民主党     |
| 第2次小泉内閣  | 第2次小泉内閣               | 中野清         | 2003年11月20日 | 2004年9月27日  | 自由民主党     |
|                | 改造内閣                    | 富田茂之       | 2004年9月30日  | 2005年9月21日  | 公明党         |
| 第3次小泉内閣  | 第3次小泉内閣               | 三ッ林隆志     | 2005年9月22日  | 2005年10月31日 | 自由民主党     |
|                | 改造内閣                    | 三ッ林隆志     | 2005年11月2日  | 2006年9月26日  | 自由民主党     |
| 第1次安倍内閣  | 第1次安倍内閣               | 奥野信亮       | 2006年9月27日  | 2007年8月27日  | 自由民主党     |
|                | 第1次改造内閣               | 古川禎久       | 2007年8月29日  | 2007年9月26日  | 自由民主党     |
| 福田康夫内閣   | 福田康夫内閣                | 古川禎久       | 2007年9月27日  | 2008年8月2日   | 自由民主党     |
|                | 改造内閣                    | 早川忠孝       | 2008年8月6日   | 2008年9月24日  | 自由民主党     |
| 麻生内閣       | 麻生内閣                    | 早川忠孝       | 2008年9月29日  | 2009年9月16日  | 自由民主党     |
| 鳩山由紀夫内閣 | 鳩山由紀夫内閣              | 中村哲治       | 2009年9月18日  | 2010年6月8日   | 民主党         |
| 菅直人内閣     | 菅直人内閣                  | 中村哲治       | 2010年6月9日   | 2010年9月17日  | 民主党         |
|                | 第1次改造内閣               | 黒岩宇洋       | 2010年9月21日  | 2011年1月14日  | 民主党         |
|                | 第2次改造内閣               | 黒岩宇洋       | 2011年1月18日  | 2011年9月2日   | 民主党         |
| 野田内閣       | 野田内閣                    | 谷博之         | 2011年9月5日   | 2012年1月13日  | 民主党         |
|                | 第1次改造内閣               | 谷博之         | 2012年1月13日  | 2012年6月4日   | 民主党         |
|                | 第2次改造内閣               | 松野信夫       | 2012年6月5日   | 2012年10月1日  | 民主党         |
|                | 第3次改造内閣               | 松野信夫       | 2012年10月1日  | 2012年12月26日 | 民主党         |
| 第2次安倍内閣  | 第2次安倍内閣               | 盛山正仁       | 2012年12月26日 | 2013年9月30日  | 自由民主党     |
| 第2次安倍内閣  | 第2次安倍内閣               | 平口洋         | 2013年9月30日  | 2014年9月3日   | 自由民主党     |
|                | 改造内閣                    | 大塚拓         | 2014年9月4日   | 2014年12月24日 | 自由民主党     |
| 第3次安倍内閣  | 第3次安倍内閣               | 大塚拓         | 2014年12月25日 | 2015年10月9日  | 自由民主党     |
|                | 第1次改造内閣               | 田所嘉徳       | 2015年10月9日  | 2016年8月5日   | 自由民主党     |
|                | 第2次改造内閣               | 井野俊郎       | 2016年8月5日   | 2017年8月7日   | 自由民主党     |
|                | 第3次改造内閣               | 山下貴司       | 2017年8月7日   | 2017年11月2日  | 自由民主党     |
| 第4次安倍内閣  | 第4次安倍内閣               | 山下貴司       | 2017年11月2日  | 2018年10月2日  | 自由民主党     |
|                | 改造内閣                    | 門山宏哲       | 2018年10月4日  | 2019年9月13日  | 自由民主党     |
|                | 再改造内閣                  | 宮崎政久       | 2019年9月13日  | 2020年9月18日  | 自由民主党     |
| 菅義偉内閣     | 菅義偉内閣                  | 小野田紀美     | 2020年9月18日  | 2021年10月6日  | 自由民主党     |
| 第1次岸田内閣  | 第1次岸田内閣               | 加田裕之       | 2021年10月6日  | 2021年11月11日 | 自由民主党     |
| 第2次岸田内閣  | 第2次岸田内閣               | 加田裕之       | 2021年11月11日 | 2022年8月12日  | 自由民主党     |
|                | 第1次改造内閣               | 高見康裕       | 2022年8月12日  | 2023年9月15日  | 自由民主党     |
|                | 第2次改造内閣               | 中野英幸       | 2023年9月15日  | 2024年10月3日  | 自由民主党     |
| 第1次石破内閣  | 第1次石破内閣               | 中野英幸       | 2024年10月3日  | 2024年11月13日 | 自由民主党     |
| 第2次石破内閣  | 第2次石破内閣               | 神田潤一       | 2024年11月13日 | 現職           | 自由民主党     |

- 大臣政務官は同一の職に複数名を任命することがあるため、通常は代数の表記は行わない。現時点まで法務大臣政務官は定数1名で運用されているが、他の大臣政務官の慣例にあわせ、本表では代数の欄は設けない。
- 党派の欄は、就任時の所属政党を記載した。